# Netzhautdegeneration
Die Netzhautdegeneration ist eine durch mangelnde Netzhautdurchblutung bedingte Erkrankung mit Ausdünnung und Schädigung der Netzhaut und gehört zu den Retinopathien. Die degenerativen Veränderungen führen zu vermehrter Brüchigkeit der Netzhaut mit Einrissgefahr. Hauptursachen sind starke Myopie (Kurzsichtigkeit) durch Streckung und Ausdünnung der Netzhaut sowie in zunehmendem Alter Gefäßveränderungen mit Sklerose und Verschluss der Netzhautgefäße. Auch eine genetische Veranlagung, welche zu Taurinmangel führt, erhöht das Risiko.
Bei einer Makuladegeneration ist nur die Macula lutea („Gelber Fleck“) betroffen.

## Formen
Netzhautdegenerationen sind relativ häufig und können in sehr unterschiedlicher Weise auftreten:
- Periphere Netzhautdegenerationen fallen erst beim Augenarzt auf, sind eher harmlos, treten im Alter und früher bei Kurzsichtigkeit (Myopie) auf. Typische Befunde sind Gitterlinienareale, Rundlöcher, Glitzerbeete und Glaskörperanheftungslinien. Eine Behandlung ist meist nicht erforderlich.[1] Kommt es jedoch zu einer Glaskörperabhebung, sollte eine Koagulation erfolgen, um Netzhautrissen oder einer Netzhautablösung vorzubeugen.[4][5]
- Löcher in der Netzhaut (Netzhautforamen), hier kann Flüssigkeit hinter die Netzhaut gelangen und eine Netzhautablösung hervorrufen. Je nach Lage, Größe und Form ist das Risiko unterschiedlich. Bei „Hufeisenlöchern“ sollte dringend eine Laserbehandlung durchgeführt werden.[5]
- Degenerative Retinoschisis mit blasenartiger Abhebung der Retina und Einschränkung des Gesichtsfeldes
- myopische Makulopathie bei starker Kurzsichtigkeit durch Überdehnung des Bulbus
- Retinopathia centralis serosa mit Defekt der äußeren Blut-Retina-Schranke, sodass Flüssigkeit zwischen retinalem Pigmentepithel und Photorezeptoren eindringen kann.[6]
- Retinopathia pigmentosa (Patermann-Syndrom), eine angeborene Netzhautdegeneration mit Zerstörung der Photorezeptoren.

## In der Veterinärmedizin
Netzhautdegenerationen kommen auch bei Hunden und seltener bei Katzen vor und werden als Progressive Retinaatrophie bezeichnet.